# Campeonato Argentino de Mayores 1988
El Campeonato Argentino de Mayores de 1988 fue la cuadragésimo-cuarta edición del torneo de uniones regionales organizado por la Unión Argentina de Rugby. La fase final se llevó a cabo el 5 y 6 de noviembre de 1988 en el Estadio Mundialista de Mar del Plata, siendo esta la primera vez que la unión sede no clasificó automáticamente a dicha etapa (en este caso, la Unión de Rugby de Mar del Plata).
A partir de esta edición, el campeonato comenzó a disputarse bajo un nuevo formato, con los 18 equipos dividiéndose en dos categorías (8 en el Grupo Campeonato y 10 en el Grupo Clasificación) e introduciendo por primera vez un sistema de ascensos y descensos. La primera fase pasó a disputarse bajo el sistema de todos contra todos mientras que la fase final mantuvo su formato a eliminación directa disputada en una sede única.
La Unión de Rugby de Tucumán clasificó a la final por cuarto año consecutivo y consiguió su tercer título al derrotar a Buenos Aires 25-10. Los tucumanos se convirtieron así en la primera unión del interior en ganar dos campeonatos de forma consecutiva.

## Equipos participantes
Participaron de esta edición dieciocho equipos: diecisiete uniones provinciales y la Unión Argentina de Rugby, representada por el seleccionado de Buenos Aires. Estos fueron divididos en un Grupo Campeonato (ocho equipos) y un Grupo Clasificación (diez equipos). 
| División                       | Equipo              | Unión                                                |
| ------------------------------ | ------------------- | ---------------------------------------------------- |
| Grupo Campeonato 8 equipos     | Buenos Aires        | Unión Argentina de Rugby                             |
| Grupo Campeonato 8 equipos     | Córdoba             | Unión Cordobesa de Rugby                             |
| Grupo Campeonato 8 equipos     | Cuyo                | Unión de Rugby de Cuyo                               |
| Grupo Campeonato 8 equipos     | Entre Ríos          | Unión Entrerriana de Rugby                           |
| Grupo Campeonato 8 equipos     | Mar del Plata       | Unión de Rugby de Mar del Plata                      |
| Grupo Campeonato 8 equipos     | Rosario             | Unión de Rugby de Rosario                            |
| Grupo Campeonato 8 equipos     | Santa Fe            | Unión Santafesina de Rugby                           |
| Grupo Campeonato 8 equipos     | Tucumán             | Unión de Rugby de Tucumán                            |
| Grupo Clasificación 10 equipos | Alto Valle          | Unión de Rugby del Alto Valle de Río Negro y Neuquén |
| Grupo Clasificación 10 equipos | Austral             | Unión de Rugby Austral                               |
| Grupo Clasificación 10 equipos | Chubut              | Unión de Rugby del Valle del Chubut                  |
| Grupo Clasificación 10 equipos | Jujuy               | Unión Jujeña de Rugby                                |
| Grupo Clasificación 10 equipos | Misiones            | Unión de Rugby de Misiones                           |
| Grupo Clasificación 10 equipos | Nordeste            | Unión de Rugby del Nordeste                          |
| Grupo Clasificación 10 equipos | Salta               | Unión de Rugby de Salta                              |
| Grupo Clasificación 10 equipos | San Juan            | Unión Sanjuanina de Rugby                            |
| Grupo Clasificación 10 equipos | Santiago del Estero | Unión Santiagueña de Rugby                           |
| Grupo Clasificación 10 equipos | Sur                 | Unión de Rugby del Sur                               |

## Formato
Los dieciocho equipos participantes fueron divididos en dos categorías: Grupo Campeonato y Grupo Clasificación. Cada grupo se resolvió con el sistema de todos contra todos a una sola ronda y alternando encuentros de local y visitante.
Grupo Campeonato
El Grupo Campeonato se dividió en dos zonas (A y B) de cuatro equipos cada una. Los primeros y segundos de cada zona clasificaron a la fase final del torneo. Los dos equipos que finalizaron últimos en sus zonas descendieron al Grupo Clasificación de la siguiente edición. 
Grupo Clasificación
El Grupo Clasificación se dividió en dos zonas (C y D) de cinco equipos cada una. Los ganadores de cada zona ascendieron al Grupo Campeonato de la siguiente edición.
Fase final
En la fase final, los cuatro equipos provenientes del Grupo Campeonato disputaron encuentros a eliminación directa (semifinales y final) en una sede única designada, con el vencedor siendo considerado el campeón de la temporada.

## Grupo Campeonato

### Zona A
| Pos. | Equipos  | Partidos | Partidos | Partidos | Tantos | Tantos | Tantos | Pts. |
| Pos. | Equipos  | G        | E        | P        | PF     | PC     | DP     | Pts. |
| ---- | -------- | -------- | -------- | -------- | ------ | ------ | ------ | ---- |
| 1.°  | Tucumán  | 3        | 0        | 0        | 88     | 37     | +51    | 6    |
| 2.°  | Córdoba  | 2        | 0        | 1        | 65     | 45     | +20    | 4    |
| 3.°  | Rosario  | 1        | 0        | 2        | 75     | 77     | -2     | 2    |
| 4.°  | Santa Fe | 0        | 0        | 3        | 32     | 101    | -69    | 0    |

|  | Fase final                           |
|  | Desciende a Grupo Clasificación 1989 |

|  | Tucumán | 43 - 3 | Rosario |  |  |

|  | Córdoba | 19 - 10 | Santa Fe |  |  |

|  | Tucumán | 20 - 16 | Córdoba |  |  |

|  | Rosario | 57 - 4 | Santa Fe |  |  |

|  | Tucumán | 25 - 18 | Santa Fe |  |  |

|  | Córdoba | 30 - 15 | Rosario |  |  |

### Zona B
| Pos. | Equipos       | Partidos | Partidos | Partidos | Tantos | Tantos | Tantos | Pts. |
| Pos. | Equipos       | G        | E        | P        | PF     | PC     | DP     | Pts. |
| ---- | ------------- | -------- | -------- | -------- | ------ | ------ | ------ | ---- |
| 1.°  | Buenos Aires  | 3        | 0        | 0        | 140    | 69     | +71    | 6    |
| 2.°  | Cuyo          | 2        | 0        | 1        | 84     | 63     | +21    | 4    |
| 3.°  | Entre Ríos    | 1        | 0        | 2        | 71     | 92     | -21    | 2    |
| 4.°  | Mar del Plata | 0        | 0        | 3        | 38     | 109    | -71    | 0    |

|  | Fase final                           |
|  | Desciende a Grupo Clasificación 1989 |

|  | Buenos Aires | 35 - 33 | Cuyo |  |  |

|  | Entre Ríos | 29 - 16 | Mar del Plata |  |  |

|  | Buenos Aires | 52 - 24 | Entre Ríos |  |  |

|  | Cuyo | 27 - 10 | Mar del Plata |  |  |

|  | Buenos Aires | 53 - 12 | Mar del Plata |  |  |

|  | Cuyo | 24 - 18 | Entre Ríos |  |  |

## Grupo Clasificación

### Zona C
Tras empatar en puntos obtenidos con la Unión de Rugby del Nordeste, la Unión Santiagueña de Rugby ganó la zona al tomarse en cuenta los resultados obtenidos entre ellos.
| Pos. | Equipos         | Partidos | Partidos | Partidos | Tantos | Tantos | Tantos | Pts. |
| Pos. | Equipos         | G        | E        | P        | PF     | PC     | DP     | Pts. |
| ---- | --------------- | -------- | -------- | -------- | ------ | ------ | ------ | ---- |
| 1.°  | Sgo. del Estero | 3        | 0        | 1        | 122    | 58     | +64    | 6    |
| 2.°  | Nordeste        | 3        | 0        | 1        | 88     | 42     | +46    | 6    |
| 3.°  | Salta           | 2        | 0        | 2        | 131    | 88     | +43    | 4    |
| 4.°  | Misiones        | 2        | 0        | 2        | 84     | 57     | +27    | 4    |
| 5.°  | Jujuy           | 0        | 0        | 4        | 31     | 211    | -180   | 0    |

|  | Asciende a Grupo Campeonato 1989 |

|  | Santiago del Estero | 9 - 7 | Nordeste |  |  |

|  | Salta | 24 - 18 | Misiones |  |  |

|  | Nordeste | 31 - 10 | Jujuy |  |  |

|  | Santiago del Estero | 38 - 16 | Salta |  |  |

|  | Nordeste | 24 - 8 | Misiones |  |  |

|  | Santiago del Estero | 66 - 15 | Jujuy |  |  |

|  | Santiago del Estero | 9 - 20 | Misiones |  |  |

|  | Salta | 76 - 6 | Jujuy |  |  |

|  | Nordeste | 26 - 15 | Salta |  |  |

|  | Misiones | 38 - 0 | Jujuy |  |  |

### Zona D
| Pos. | Equipos    | Partidos | Partidos | Partidos | Tantos | Tantos | Tantos | Pts. |
| Pos. | Equipos    | G        | E        | P        | PF     | PC     | DP     | Pts. |
| ---- | ---------- | -------- | -------- | -------- | ------ | ------ | ------ | ---- |
| 1.°  | San Juan   | 4        | 0        | 0        | 133    | 42     | +91    | 8    |
| 2.°  | Sur        | 3        | 0        | 1        | 138    | 62     | +76    | 6    |
| 3.°  | Alto Valle | 2        | 0        | 2        | 57     | 87     | -30    | 4    |
| 4.°  | Chubut     | 1        | 0        | 3        | 37     | 112    | -75    | 2    |
| 5.°  | Austral    | 0        | 0        | 4        | 48     | 110    | -62    | 0    |

|  | Asciende a Grupo Campeonato 1989 |

|  | San Juan | 29 - 12 | Sur |  |  |

|  | Alto Valle | 22 - 6 | Chubut |  |  |

|  | San Juan | 28 - 18 | Alto Valle |  |  |

|  | Chubut | 16 - 15 | Austral |  |  |

|  | Sur | 46 - 18 | Austral |  |  |

|  | San Juan | 45 - 0 | Chubut |  |  |

|  | Alto Valle | 17 - 12 | Austral |  |  |

|  | Sur | 41 - 0 | Alto Valle |  |  |

|  | San Juan | 31 - 3 | Austral |  |  |

|  | Sur | 30 - 15 | Chubut |  |  |

## Fase final
Las fases finales del torneo se disputaron el 5 y 6 de noviembre en el Estadio Mundialista José María Minella de Mar del Plata.
|  | Semifinales     | Semifinales     | Semifinales     |              |         | Final          | Final          | Final          |  |
|  | 5 de noviemebre | 5 de noviemebre | 5 de noviemebre |              |         | 6 de noviembre | 6 de noviembre | 6 de noviembre |  |
|  |                 |                 |                 |              |         |                |                |                |  |
|  |                 |                 |                 |              |         |                |                |                |  |
|  | Tucumán         | Tucumán         | 41              |              |         |                |                |                |  |
|  | Tucumán         | Tucumán         | 41              |              |         |                |                |                |  |
|  | Cuyo            | Cuyo            | 14              |              |         |                |                |                |  |
|  | Cuyo            | Cuyo            | 14              |              | Tucumán | Tucumán        | 25             |                |  |
|  |                 |                 |                 |              | Tucumán | Tucumán        | 25             |                |  |
|  |                 |                 | Buenos Aires    | Buenos Aires | 10      |                |                |                |  |
|  | Buenos Aires    | Buenos Aires    | Buenos Aires    | Buenos Aires | 10      | 62             |                |                |  |
|  | Buenos Aires    | Buenos Aires    |                 |              |         | 62             |                |                |  |
|  | Córdoba         | Córdoba         | 6               |              |         | Tercer lugar   | Tercer lugar   | Tercer lugar   |  |
|  | Córdoba         | Córdoba         | 6               |              |         | Tercer lugar   | Tercer lugar   | Tercer lugar   |  |
|  |                 |                 |                 |              |         |                |                |                |  |
|  |                 |                 |                 |              |         | Cuyo           | Cuyo           | 27             |  |
|  |                 |                 |                 |              |         | Cuyo           | Cuyo           | 27             |  |
|  |                 |                 |                 |              |         | Córdoba        | Córdoba        | 31             |  |
|  |                 |                 |                 |              |         | Córdoba        | Córdoba        | 31             |  |
|  |                 |                 |                 |              |         |                |                |                |  |

### Semifinales
| 5 de noviembre | Tucumán | 41 - 14 | Cuyo | Estadio José María Minella, Mar del Plata |  |
|                |         | Reporte |      |                                           |  |

| 5 de noviembre | Buenos Aires | 62 - 6  | Córdoba | Estadio José María Minella, Mar del Plata |  |
|                |              | Reporte |         |                                           |  |

### Tercer puesto
| 6 de noviembre | Cuyo | 27 - 31 | Córdoba | Estadio José María Minella, Mar del Plata |  |
|                |      | Reporte |         |                                           |  |

### Final
| 6 de noviembre | Tucumán | 25 - 10 | Buenos Aires | Estadio José María Minella, Mar del Plata |                                         |
|                |         | Reporte |              | Árbitro(s): Miguel A. Peyrone (Rosario)   | Árbitro(s): Miguel A. Peyrone (Rosario) |

| Bandera de la Provincia de Tucumán |
| Tucumán Campeón                    |
| Tercer título                      |